# Toshihiro Aoyama
Toshihiro Aoyama (青山 敏弘, Aoyama Toshihiro, Kurashiki, 22 februari 1986) is een Japans voetballer die als middenvelder speelt bij Sanfrecce Hiroshima.

## Clubcarrière
Toshihiro Aoyama tekende in 2004 bij Sanfrecce Hiroshima.

## Statistieken
| Japans voetbalelftal | Japans voetbalelftal | Japans voetbalelftal |
| Jaar                 | Wed.                 | Dlp.                 |
| -------------------- | -------------------- | -------------------- |
| 2013                 | 3                    | 0                    |
| 2014                 | 4                    | 0                    |
| 2015                 | 1                    | 1                    |
| 2016                 | 0                    | 0                    |
| 2017                 | 0                    | 0                    |
| 2018                 | 3                    | 0                    |
| 2019                 | 1                    | 0                    |
| Totaal               | 12                   | 1                    |